# Distaplia occidentalis
Distaplia occidentalis is een zakpijpensoort uit de familie van de Holozoidae. De wetenschappelijke naam van de soort is voor het eerst geldig gepubliceerd in 1899 door Bancroft.